# Nagydobsza, Baranya
Nagydobsza este un sat în districtul Szigetvár, județul Baranya, Ungaria, având o populație de 668 de locuitori (2011). 

## Demografie
Componența etnică a satului Nagydobsza
     Maghiari (73,51%)
     Romi (15,5%)
     Croați (6,07%)
     Germani (3,23%)
     Necunoscut (1,03%)
     Români (0,65%)
     Alții (1,03%)
Componența confesională a satului Nagydobsza
     Romano-catolici (56,74%)
     Reformați (13,17%)
     Fără religie (7,34%)
     Necunoscută (22,16%)
     Atei (0,6%)
     Alte religii (0,9%)
Conform recensământului din 2011, satul Nagydobsza avea 668 de locuitori. Din punct de vedere etnic, majoritatea locuitorilor (73,51%) erau maghiari, existând și minorități de romi (15,5%), croați (6,07%) și germani (3,23%). Apartenența etnică nu este cunoscută în cazul a 1,03% din locuitori.  Din punct de vedere confesional, majoritatea locuitorilor (56,74%) erau romano-catolici, existând și minorități de reformați (13,17%) și persoane fără religie (7,34%). Pentru 22,16% din locuitori nu este cunoscută apartenența confesională.